# Sidewalks of New York
Sidewalks of New York (en Argentina: Calles de Nueva York, en España: Las aceras de Nueva York) es una película estadounidense escrita y dirigida por Edward Burns.
La película cuenta la historia de 6 personajes (caracterizados por Edward Burns, David Krumholz, Brittany Murphy, Heather Graham, Stanley Tucci y Rosario Dawson) que cuyas historias se van mezclando.

## Argumento
Edward Burns interpreta a Tommy un productor de televisión que es dejado por su novia con la que pensaba pasar el resto de su vida. Pero pronto conoce a Maria (Rosario Dawson).
Annie (Heather Graham) es una agente inmobiliaria casada con Griffin (Stanley Tucci) quien está teniendo una relación con una camarera de 19 años, Ashley (Brittany Murphy). Ésta desea mantener una relación estable con Griffin, pero esta idea cambia cuando conoce a Ben (David Krumholtz), un músico bastante soñador, con el que pasa una noche en un hotel. Ben aún no ha superado su divorcio de hace un año con Maria (Rosario Dawson), y esto le provoca una cierta fobia a las mujeres.
Annie comienza ahora a sospechar sobre la infidelidad de su marido y comienza una relación con Tommy, que más tarde se convertirá en una relación más liberal.

## Ficha Artística
- Penny Balfour - Joven prostituta
- Edward Burns - Thomas 'Tommy' Reilly
- Michael Leydon Campbell - Gio/Harry
- Nadia Dajani - Hilary
- Rosario Dawson - Maria Tedesko
- Kathleen Doyle - Katy
- Dennis Farina - Carpo
- Heather Graham - Annie Matthews
- Leah Gray - Higienista dental
- Timothy Jerome (Tim Jerome) - Dr. Lance
- David Krumholtz - Benjamin 'Ben'/'Benny' Bazler
- Libby Langdon - Maquilladora
- Alicia Meer - Chica del ascensor
- Brittany Murphy - Ashley
- Ted Neustadt - Doctor
- Stanley Tucci - Griffin 'Griff' Ritso

- Datos: Q1731966